# Ostanek nove
Ostanek nove je sestavljen iz snovi, ki se sprosti pri eksploziji nove (ne supernove!) oziroma iz mehurjev plina, ki se sproščajo pri ponavljajoči se novi. Širi se s približno 1000 km/s in ima življenjsko dobo nekaj stoletij. Če se upošteva njihova kratka življenjska doba, ostanki nov več ne obstajajo, ko nas doseže njihova svetloba. Ostanki nov so precej manj masivni kot ostanki supernov ali planetarne meglice.